# Procés d'elaboració del whisky
El whisky (del llatí aqua vitae, significa "aigua de vida" per mitjà del gaèlic uisce beatha) és una beguda originària d'Irlanda i Escòcia. Se sol escriure "whiskey" quan es parla de la varietat irlandesa o estatunidenca i "whisky" (sense e) en la resta de procedències. Prové de la destil·lació de mosts fets de malt d'ordi, sègol, civada o altres cereals assecats sobre foc de torba. 

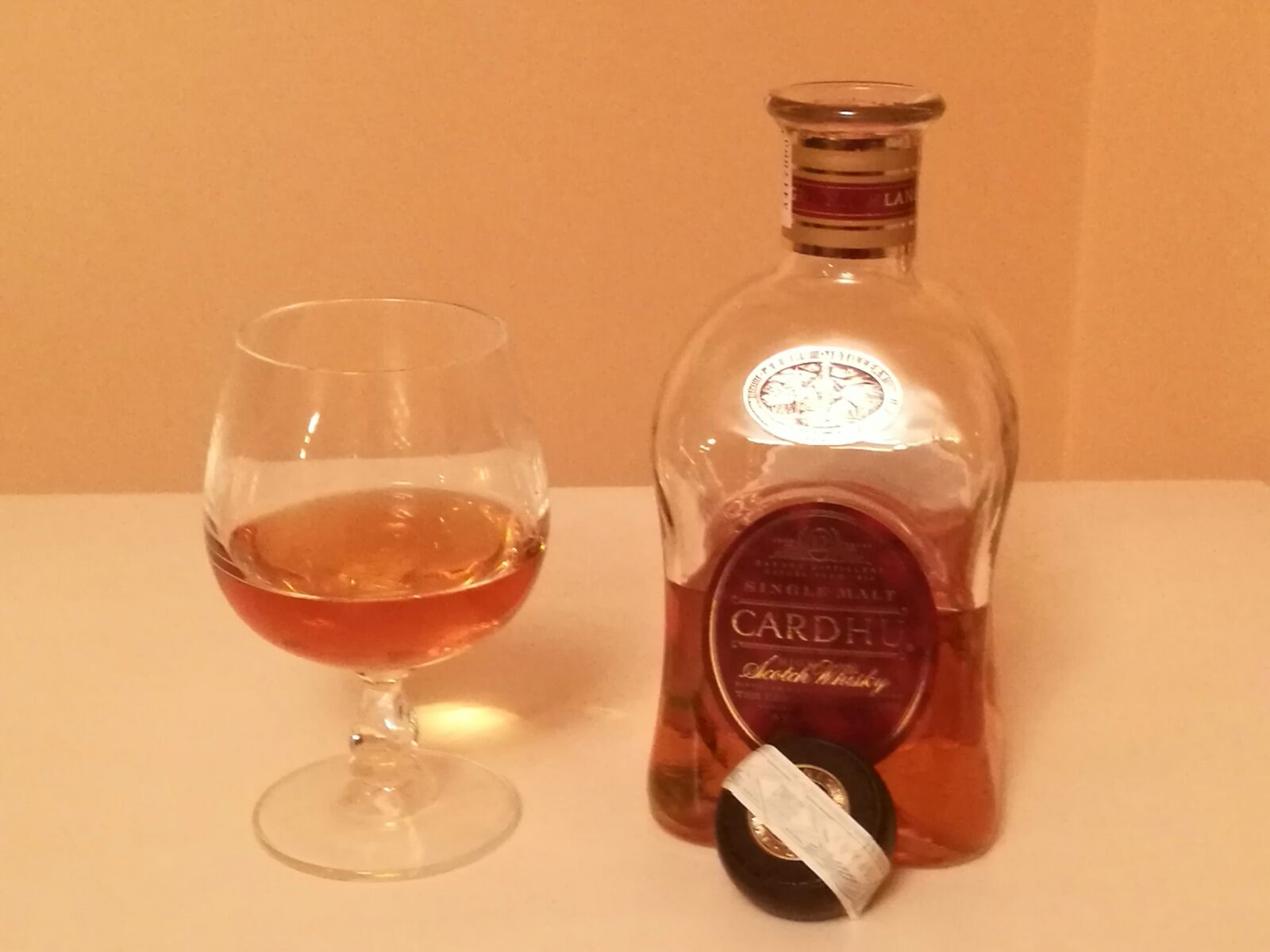
Whisky Cardhu servit en copa

És una beguda que té entre 40-60º de graduació. El que fa un whisky diferent d'un altre és la fermentació, la destil·lació i l'envelliment a la fusta. Pot tenir diferents matisos en el gust, alguns dels que el fan més característic són: fumats, afruitats com taronja o poma, o a fruits secs, caramel·litzats o el gust de la fusta de roure, també són molt importants els torrats procedents de la malta. No només poden tenir diferents matisos en el gust sinó també en l'olor, els d'alta qualitat ens recordaran a fruites i fustes, amb molta suavitat, tot i que també n'hi ha altres de més forts que es combinen amb herbes que s'afegeixen a la malta per potenciar tant aroma com sabor.
El primer escrit sobre el whisky data de 1405 a Irlanda, on era destil·lat pels monjos. Va ser mencionat també a Escòcia. Tot i que el whisky es pensava que ja existia des de fa centenars d'anys, però on i quan va ser destil·lat per primera vegada és desconegut. La poca informació que es té sobre aquest aspecte fa que l'origen d'aquesta beguda sigui incert, tot i que es creu que va ser descoberta a causa de l'oblit d'una bóta amb cervesa en un celler. Quan aquesta va ser trobada es va veure que la beguda havia adquirit uns sabors i matisos diferents.

## Matèries primeres
En el cas del whisky de malta les matèries primeres utilitzades en les etapes de preparació del cereal i maltatge són l'aire, l'aigua, l'ordi i la torba. Pel que fa a la fermentació, les fases de destil·lació i maduració són els llevats, el coure i la fusta de maduració. En el cas del whisky de gra, on els cereals no són maltejats, aquests són cereals com blat de moro, sègol, entre d'altres.

### Aire
Cal que aquest estigui net i pur, especialment el que es fa servir en la germinació i el maltatge, per assegurar la bona salut de la malta i per prevenir la formació de compostos no desitjats, com ara nitrosamines volàtils.

### Aigua
Tot el cicle de fer el whisky de malta és una sèrie d'addició i eliminació d'aigua, es fa servir per al maltatge, macerar i reduir la força alcohòlica (producció i aigua del producte). També es fa servir en el procés (per generar i distribuir calor per refredar) i com a servei (per a netejar la planta). Les característiques de l'aigua són importants en la qualitat de la beguda produïda. Les sals dissoltes en l'aigua afecten el sabor de l'ordi a la maceració i influeix el pH del procés i el producte final, i proporcionen elements traça essencials per al creixement del llevat. L'aigua emprada per les diferents fases del procés haurà de ser sotmesa a tractaments diversos segons per a què es farà servir.

### Ordi
És la matèria principal i es converteix en malta en el procés de maltatge. La varietat escollida d'aquest cereal és important en el procés d'elaboració i obtenció de la beguda. Hi ha tota una sèrie de controls i processos per mantenir l'ordi en les condicions adequades abans de començar el procés de maltatge. Cada any es publiquen descripcions de les diferents varietats de cereals. Les varietats d'ordi més adequades per a malt són les que prenen humitat a una velocitat més ràpida.

### Torba
La torba sol trobar-se en zones d'aiguamolls, es defineix com a matèria vegetal, que ha estat descomposta per l'aigua i parcialment carbonitzada per les transformacions químiques al llarg dels anys. En el procés d'elaboració del whisky es fa servir en la fase d'escalfament  de la producció de malta, sobretot en països com Escòcia, Japó i Irlanda. Segons d'on procedeix la torba aportarà aromes i sabors diferents:
Si procedeix dels aiguamolls, desprendrà una aroma en cremar a dolç i cítric.
Si es recol·lecta a prop de la mar, aportarà aromes i sabors més salats i marítims.
En el passat la torba es recollia a mà i cada destil·leria tallava o comprava la seva torba per cremar-la en Kilns locals, també es venia com a combustible d'alambins. En l'actualitat es recull per mitjà de màquines, i únicament es fa servir en la fase d'escalfament de la producció de malta.

### Malta
Aquesta té uns paràmetres específics típics com són la humitat, el percentatge d'extracte soluble, la fermentabilitat, la quantitat de fenols o de nitrosamines, entre d'altres. Totes les anàlisis es realitzen utilitzant els mètodes recomanats per l'Institut i Gremi de la Cervesa. Cada any es fan llistat dels cereals per regions recomanats per fer elaboració de la malta per a la producció de whisky.

### Llevats
Saccharomyces cerevisiae: és un fong unicel·lular, un tipus de llevat utilitzat industrialment en la fabricació de pa, cervesa, vi i altres begudes alcohòliques. Les fonts de carboni utilitzades pels llevats varien des dels carbohidrats fins als aminoàcids. A més, la capacitat d'utilitzar certs tipus de sucres ha estat tradicionalment emprada per a la caracterització de les diferents races que aquesta espècie presenta. Entre els sucres que pot utilitzar hi ha monosacàrids com la glucosa, fructosa, manosa i galactosa, entre d'altres. També són capaços d'utilitzar disacàrids com la maltosa i la sacarosa i trisacàrids com la rafinosa. Un dels sucres que no pot metabolitzar és la lactosa, utilitzant-aquest sucre per distingir aquesta espècie de Kluyveromyces lactis. Per norma general, els llevats mantenen dos tipus de metabolisme molt ben diferenciats. D'una banda, en condicions en què hi ha altes concentracions de glucosa, fructosa o maltosa, la tendència és a realitzar una fermentació alcohòlica d'aquests, és a dir, es realitza la glucòlisi i posteriorment es forma etanol. Una vegada que aquests sucres escassegen, es produeix la respiració de l'etanol, via cicle de Krebs. Evolutivament això és un procés que, a priori, no és avantatjós per ser energèticament desfavorable per a la reproducció de l'organisme, atès que s'obté molta menys energia en el primer procés que en el segon. No obstant això, la gran majoria dels organismes són molt sensibles a l'etanol, per la qual cosa s'ha entès com un procés de competència per substrat.

### Fusta
La fusta en la qual es rancia el whisky també li proporciona caràcter. Els barrils són molt importants perquè no són només recipients passius, aporten al whisky un gust més suau i refinat. La durada de l'envelliment en el barril i els continguts que hi ha hagut anteriorment també marcaran el caràcter final del whisky.
Existeixen whiskies, com és el cas dels que procedeixen de Tennessee (un estat dels USA), en què la fusta té un paper vital fins i tot abans del seu envelliment, ja que una vegada que el whisky està fabricat, es filtra en tancs de carbó de llenya d'auró durant quatre dies, eliminant així totes les impureses i doten d'un sabor lleugerament dolç.

### Blat de moro
Té un major contingut de midó que el blat donant un major rendiment, a més, conté nivells més baixos de materials que indueixen a la viscositat. El blat de moro és molt més difícil de processar i és més difícil extreure-li el midó de manera eficient, per aquesta raó és essencial que es processi a alta temperatura i pressió.

### Sègol
El sègol és una gramínia, pertanyent a la mateixa família a la qual pertanyen el blat i l'ordi, d'un sabor delicat i profund. El cultiu d'aquesta planta es realitza amb l'objectiu d'extreure el seu gra, a partir d'aquest s'elabora principalment la farina de sègol, amb la qual es realitzen productes panificats. Al seu torn el gra del sègol es pot consumir laminat com un cereal més, o també s'utilitza per a elaborar begudes alcohòliques com la cervesa i destil·lades com whisky i vodka.

## Elaboració
L'elaboració del whisky és un art antic que ha estat desenvolupat i refinat al llarg del temps des d'una indústria casolana fins a esdevenir un procés industrial precís.

### Maltatge
El procés d'elaboració del whisky comença amb el maltatge de l'ordi. Aquest procés consisteix a remullar l'ordi amb la intenció que aquest comenci la germinació, ja que en aquest procés obtindrem enzims del propi cereal que permeten degradar el midó en sucres solubles. Això es fa per facilitar la posterior fermentació del cereal.

### Assecatge
Un cop obtinguts els enzims necessaris, i com no es vol que creixi la planta sencera, el procés de creixement s'ha d'aturar. Primer s'evapora l'aigua a una temperatura lleugerament superior a l'ambiental, i després es torra la malta a 70º. Aquest procés es du a terme en un forn on es torren mitjançant l'ús del fum de turba el qual serveix per assecar i donar sabor. També fa que l'ordi germinat adquireixi un color fosc i és això el que es coneix com a malta.

### Molta
En segona instància la malta és molta i es barreja amb aigua calenta en un tanc. La barreja que s'obté és similar a una cervesa en aparença, però encara no conté alcohol.

### Fermentació
En aquest moment se li afegeixen els llevats, que faran possible la fermentació, la qual es durà a terme durant tres dies a 33 °C. Aquesta fermentació és equivalent a la que trobaríem en una cervesa. És amb les posteriors destil·lacions quan el producte es diferencia.

### Destil·lació
A continuació es passa al destil·lat que es farà dues vegades per disminuir la quantitat d'aigua i augmentar la concentració d'alcohol i sabor. La primera destil·lació es fa en Pot Still i la segona en Spirit Still. De la primera destil·lació s'obté una crida "low wine", que és un líquid que conté uns 25-30 ° d'alcohol, i en destil·lar per segona vegada, obtindrem un "Spirit" d'uns 60-70 graus d'alcohol, però encara no és Whisky.
Una cosa curiosa del spirit és que ¡és incolor! El whisky, en aquest pas, encara no té el seu característic color. En aquest moment si ho poséssim en un got, no ho distingiríem de l'aigua, el vodka o la ginebra.

### Envelliment
El producte del procés de destil·lació es transfereix a barrils de roure especialment tractades per madurar per un mínim de tres anys abans que pugui anomenar-se legalment un Scotch Whisky.
Després de l'obtenció del spirit, ha de passar almenys 3 anys envellint en un barril. En el cas d'Escòcia, curiosament, usen barrils elaborats de fusta de roure espanyol, de Jerez (que ells, per algun misteri etimològic, diuen Sherry), és preferible que els barrils anteriorment hagin contingut vins de Jerez o Bourbon. És durant el procés d'envelliment quan el whisky adquireix el color. Aquest dependrà del tipus de fusta que usem, de com hagi estat tractada i de la novetat que sigui el barril. Un barril a estrenar deixa un color de whisky molt intens. Un barril que s'ha fet servir diverses vegades deixa un color molt més suau.
En aquest pas també s'evapora una mica d'alcohol. Com el whisky està molt temps en els barrils, el 65% de volum d'alcohol del spirit, passarem a un whisky final d'un 55% d'alcohol. Abans d'embotellar, el whisky es dilueix amb una quantitat petita d'aigua que baixa la graduació fins a aproximadament un 45-48%. A més, en aquest pas, l'expert en aromes de la destil·leria pot decidir barrejar proporcions diferents de whisky de diversos barrils per obtenir el sabor ideal.
No obstant això, hi ha excepcions. De vegades no es barregen els whiskies de barrils diferents, i s'obtenen així els licors coneguts com a Single Cask. Altres vegades, fins i tot, s'embotella el whisky directament del barril, sense diluir ni barrejar, i es ven en edicions limitades conegudes com a Cask Strength (lit. "força de bóta") que solen estar molt cotitzades per l'escàs nombre d'ampolles i la seva elevada graduació.
L'edat varia depenent de la denominació, destil·leria i propòsit. Igual que passa en altres begudes com el vi, es regula el color del producte mitjançant addició de caramel. Un cop llest el producte, podrem comercialitzar com a tal, realitzar mescles per obtenir blendeds, etc.

## Tipus de whisky
Dins dels whiskies escocesos tenim 3 grans grups diferenciats:
- de gra
- de malta
- blended

Hi ha altres tipus de whiskies:
- irlandès
- americà
- canadenc
- japonès
- indi

### Whisky de gra
S'elabora amb ordi no maltejat i blat de moro. Se sotmet a vapor d'aigua durant unes hores, i després es barreja amb un 15% d'ordi maltejat i aigua calenta, per aconseguir que el midó del cereal es transformi en maltosa. Obtingut ja el most, es fermenta per mitjà de llevats (químiques o naturals, segons la indústria, encara que la química és millor perquè té un control més favorable). El most fermentat es destil·la amb un alambí continu, anomenat Coffey Still.
Aquest whisky envelleix durant almenys 4 anys. S'utilitza per obtenir els Blended, que més endavant podreu llegir. Si en l'etiquetatge apareix el terme Straight, significa que no ha estat barrejat amb cap mena de whisky (com és el cas dels Blended).

### Whisky de malta
És considerat el millor whisky del món. S'elabora a partir del 100% d'ordi maltejat. Es necessiten uns 35 quilos d'ordi per obtenir 12 litres d'aquest whisky. Aquest, envelleix en bótes de roure que anteriorment han estat continguts vins de Jerez o Bourbon. L'edat mínima per aquests whiskies és de 3 anys, però totes les cases comercials superen aquest temps. Això és així, pel bé del producte, i és quan podem trobar whiskies des dels 12 anys d'envelliment fins a molts més.

### Whiskyblended

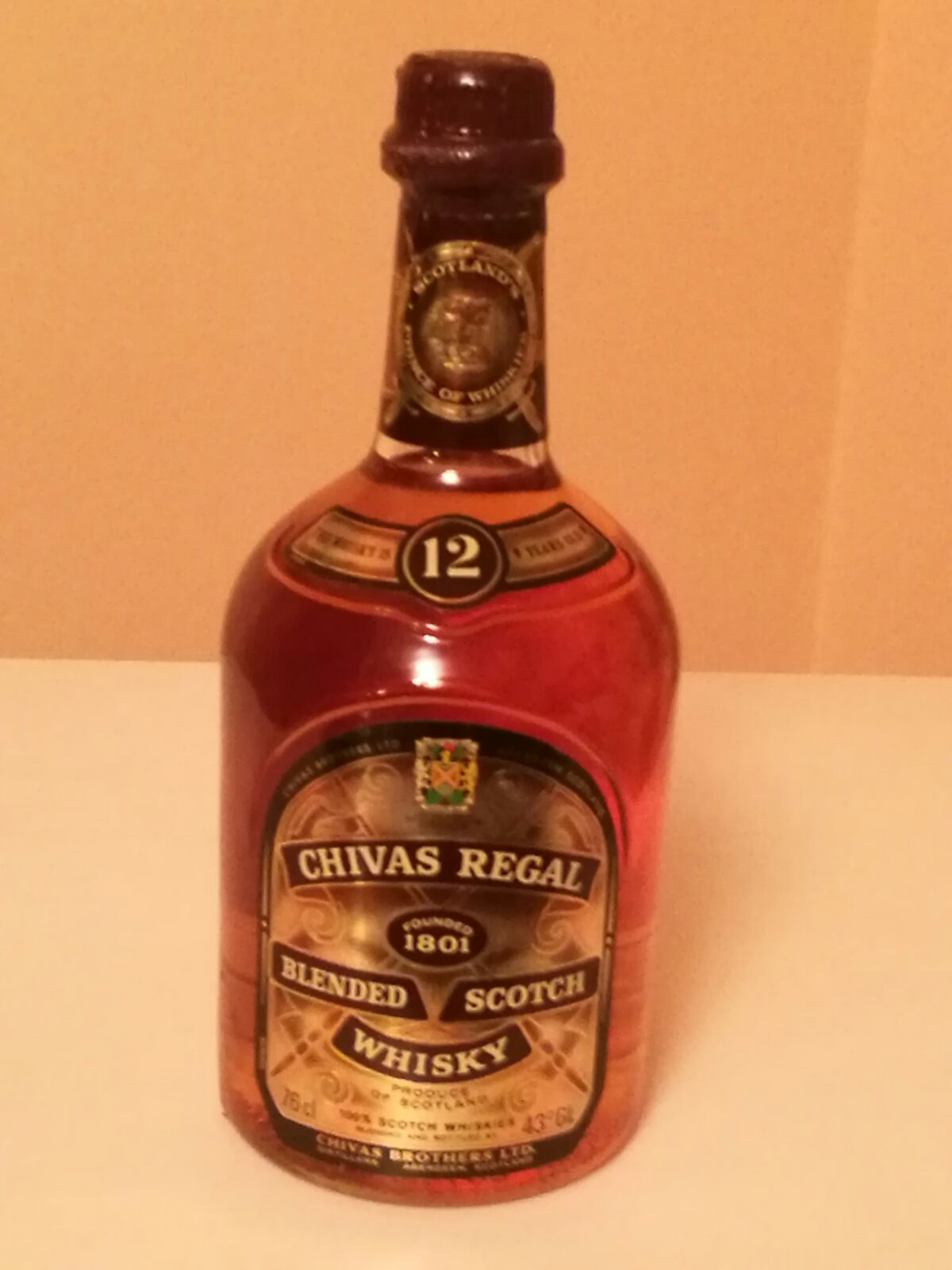
Whisky escocès de tipus blended

És el whisky més comercial i el més consumit mundialment. Es basa en la barreja harmoniosa de diferents whiskies buscant aconseguir un producte nou. Habitualment es basen en barreges de whiskys de gra i whiskys de malta, 40% de malta i 60% de gra. Depenent de les quantitats i característiques dels whiskys que es barregin, s'obté el producte buscat.
Dintre dels blended se'n poden destacar dos tipus.
- Blended Scotch Whisky. Envellits com a mínim 3 anys, habitualment 8 anys.
- Blended de Luxe. Més proporció de whisky de malta (60%) i major envelliment (10 a 20 anys) Whisky escocès de tipus blended.

### Whisky irlandès
És més fort i amb un gust més marcat que el whisky Blended Scotch. És un whisky similar al de malta, ja que, té els mateixos principis d'elaboració amb algunes diferències com la destil·lació, la barreja de la massa del most, la manera de maltejar i el període d'envelliment, que en aquest cas és de 7 anys.

### Whisky americà
Trobem diferents tipus:
- Bourbon. És el més conegut dels whiskies americans. Conté entre un 51-79% de blat de moro, a més d'ordi maltejat i sègol.
- Ray. És un aiguardent de cereal que ha de contenir almenys un 51% de sègol.
- Corn. És un producte força dur i rudimentari. El percentatge de blat de moro és superior al 80%.
- Tennessee. És similar als bourbons però amb més percentatge de blat de moro en la seva elaboració.
- Canadian. A partir de sègol maltejat i petites proporcions de blat de moro i ordi. Es caracteritza per un cos suau i gust delicat. Té un mínim obligatori de tres anys d'envelliment.

### Whisky japonès
El procés de producció és pràcticament copiat de l'escocès però difereix en alguns aspectes com que no sempre utilitza torba per a l'assecatge de l'ordi; pot utilitzar bambú per la filtració; sempre es fa servir aigua molt pura i l'ordi és d'origen escocès únicament. No obstant això, el més característic és que les destil·laries japoneses es troben a elevades altures, això comporta que el punt d'ebullició sigui menor i, per tant, es fermentarà a menor temperatura i es capturessin més aromes. En el procés s'utilitza foc directe en forns, alambins amb tubes fixes amb reblons (on es poden canviar les tubes per anar variant l'estil del whisky). Finalment, s'utilitzen bótes de roure europeu (envellides amb vins olorosos de Jerez), de roure americà (noves o envellides amb la fabricació de bourbon) i roure japonès.

### Whisky indi
Es produeix a partir del destil·lat de fermentacions de diferents melasses, per la qual cosa s'associa més amb el rom. Actualment han començat a produir-se en la base de la malta i altres grans similars.

## Marques i curiositats
El 21 de maig és el Dia Internacional del Whisky.
Cada any se celebra una competició on s'atorguen premis als millors whiskies de l'any. Aquesta està organitzada per The International Spirits Challenge que és un dels estaments més respectats i influents del món. En aquest certamen els whiskies es divideixen en grans grups segons la seva procedència i nombre de participants. Trobem els whiskies escocesos, que habitualment són el conjunt més nombrós; els japonesos, en la majoria d'ocasions el segon grup en importància; irlandesos; americans, concretament nord-americans, i whiskies de la resta del món amb procedències diverses diferents de les anteriors.
Podem veure dades de vendes de whisky anualment per marques, empreses i país. Algunes de les marques més venudes i conegudes són: Johnnie Walker, Jack Daniels, Jim Beam, Crown Royal, Ballantine’s, Jameson, Grant’s, Chivas, J&B, Suntory Kabukin.